# Roman (metropolita della Lituania)
Roman (in greco Ρωμανός, Romanos, in russo Роман?; ... – Suzdal', 1362) è stato metropolita ortodossa della Lituania dal 1355 al 1362.

## Biografia

### Primi anni e percorso religioso
Roman era figlio di un boiardo di Tver' e un parente di Uliana, seconda moglie del granduca di Lituania Algirdas. Una volta divenuto monaco, nel 1352 si recò a Costantinopoli.
La contesa tra la Moscovia e la Lituania, la quale tenne impegnato Algirdas per gran parte del suo mandato, finì per riguardare pure il campo religioso. Nel 1354 Algirdas intendeva imporsi politicamente cercando di ottenere da Costantinopoli la nomina di un metropolita preposto per il Granducato di Lituania e per tutta la Rus'. A tal fine, caldeggiò la nomina di Feodorito, un monaco giunto dalla Bulgaria che godeva del placet del patriarca di Tărnovo, come «metropolita della Rus'». Il luogo di provenienza fu guardato con sospetto da Costantinopoli, in quanto la Chiesa bulgara veniva tacciata di essere «scismatica» e si temeva che la sua influenza si sarebbe sparsa in Rus' e in Lituania. Abbandonato il sostegno verso Feodorito, Algirdas puntò invece nel 1354 su Roman. La decisione che ne scaturì fu la nomina di un metropolita per il Granducato di Lituania e per la Volinia, appunto Roman, e un altro per la Rus' nord-orientale, tale Alessio, designato dal suo precedessore Teognoste. Si trattò di un risultato dal peso non trascurabile, considerando che da quel momento l'esponente religioso Rus' nord-orientale non poteva più interferire in quelle regioni che Algirdas stava cercando di consolidare sotto la propria autorità. Nel 1354 viene menzionato ancora a Costantinopoli, mentre nel 1355 è per la prima volta citato in veste di «metropolita di Lituania» come testimone in un trattato stipulato tra l'imperatore bizantino Giovanni V Paleologo e lo zar bulgaro Ivan Alessandro. Nello stesso anno, il suo nome viene menzionato in un elenco del Sinodo di Costantinopoli al sesto posto dopo il Patriarca; il metropolita di Mosca compare solo al dodicesimo posto.

### Metropolita
Nel 1356, le giurisdizioni dei due metropoliti della vecchia Rus' traslarono in capo a Costantinopoli; Roman era metropolita della Lituania e la Piccola Russia, mentre Alessio per Kiev e Mosca. L'area di autorità di Roman si estendeva sulle eparchie di Polock, Turov, Volodymyr-Volyns'kyj, Przemyśl, Halyč, Luzk, Chełm, Černihiv, Smolensk, Brjansk e Belgorod.
Nel 1360 Roman soggiornò a Tver. Nel 1361 gli fu confermata a Costantinopoli la gestione della Lituania (Polock, Turov, Navahrudak) e della Russia occidentale. Quando tuttavia Roman morì nel 1361 o 1362, l'autorità ecclesiastica di Alessio si estese su quanto il suo collega gestiva.